# Sancia di Castiglia
Sancia di Castiglia è un'opera in due atti di Gaetano Donizetti su libretto di Pietro Salatino.

## Trama
I fatti avvengono all'interno della reggia di Toledo.
Atto I - Sancia, regina di Castiglia, sebbene affranta per la morte del marito e del figlio Garzia che è scomparso in battaglia, si risposa con Ircano. Garzia riappare improvvisamente e rivendica il trono.
Atto II - La congiura per uccidere Garzia vede coinvolta anche Sancia, la quale impedisce all'ultimo minuto al figlio di bere il veleno, bevendolo lei stessa. Morente, accusa Ircano e Garzia è il nuovo re di Castiglia.

## Struttura musicale
- Sinfonia

### Atto I
- N. 1 - Introduzione e Cavatina di Ircano Prence, taci? Il guardo immobile - Quell'acciar nel pungo d'un forte (Coro, Ircano, Rodrigo)
- N. 2 - Coro e Cavatina di Sancia Piangendo va l'aurora - Io talor nol più rammento (Coro, Sancia)
- N. 3 - Duetto fra Rodrigo e Sancia Sempre sarebbe odiato
- N. 4 - Coro Oh! nera sorte! (Coro, Rodrigo)
- N. 5 - Finale I Che? sì pronta sei (Ircano, Sancia, Coro, Garzia, Rodrigo)

### Atto II
- N. 6 - Duetto fra Ircano e Sancia Il silenzio evitò l'onta
- N. 7 - Aria di Garzia Troppo ormai nel cor mi preme (Garzia, Rodrigo, Coro)
- N. 8 - Finale II Ciel! Fera vista! Sei squallida imago! (Sancia, Ircano, Coro, Garzia, Rodrigo, Elvira)

## Rappresentazioni
La prima rappresentazione ebbe luogo al teatro San Carlo di Napoli, il 4 novembre 1832. Gli interpreti furono:
| Personaggio | Interprete                 |
| ----------- | -------------------------- |
| Sancia      | Giuseppina Ronzi de Begnis |
| Garzia      | Dionilla Santolini         |
| Ircano      | Luigi Lablache             |
| Rodrigo     | Giovanni Basadonna         |
| Elvira      | Edvige Ricci               |

Tra i rari allestimenti si ricorda quello del 1992 in Spagna con protagonista Montserrat Caballé - quasi sessantenne - con il tenore José Sempere e il baritono Boris Martinovich.
In Italia è stata eseguita nel 1984 sotto la direzione di Roberto Abbado con il Coro e l'Orchestra Sinfonica della RAI. Voci soliste: Antonella Bandelli (Sancia), Franco de Grandis (Ircano), Adriana Cicogna (Garzia), Giuseppe Costanzo (Rodrigo), Doina Palade (Elvira). Il video di questa produzione è stato pubblicato ufficialmente in DVD nel 2018 dalla Hardy Classic. 

## Discografia
| Anno | Cast (Sancia, Garzia, Ircano, Rodrigo, Elvira)                                          | Direttore, Orchestra e Coro | Etichetta |
| ---- | --------------------------------------------------------------------------------------- | --- | --- |
| 1984 | Antonella Bandelli, Adriana Cicogna, Franco De Grandis, Giuseppe Costanzo, Doina Palade | Roberto Abbado, Orchestra Sinfonica e Coro della RAI di Milano (Registrato dal vivo al Teatro Donizetti di Bergamo)                                 | LP: Voce 103 VHS: House of Opera Video 228 House of Opera Video 8231 DVD: House of Opera DVDCC 1219 Hardy Classic HCD 4055                |
| 1992 | Montserrat Caballé, Boris Martinovich, José Sempere, Intxaro Mentxaca, Rosa Martin      | José M. Collado, Orchestra Sinfonica di Madrid e Coro del Teatro Lirico Nacional (Registrato dal vivo al Teatro de la Zarzuela, Madrid, 9 febbraio) | CD: House of Opera CD 192 (2000) Premiere opera Ltd. CDNO 3302 Charles Handelman - Live Opera (senza numero, 2002) Celestial Audio CA 436 |